# Arthur Friedenreich
Arthur Friedenreich (San Paolo, 18 luglio 1892 – San Paolo, 6 settembre 1969) è stato un calciatore brasiliano.
Soprannominato El Tigre (in italiano La Tigre) dopo la conquista del Sudamericano del 1919 con la nazionale brasiliana, è stato il primo calciatore di fama nel suo Paese ed uno dei maggiori sudamericani del primo dopoguerra. Occupa la 13ª posizione nella classifica dei migliori calciatori sudamericani del XX secolo pubblicata dall'IFFHS.
I francesi gli diedero inoltre l'appellativo di Re del Calcio dopo che nel 1925, durante una tournée in Europa del Paulistano, il Brasile sconfisse la nazionale francese per 7-2 con una tripletta di Friedenreich.
Secondo alcune fonti avrebbe segnato più gol di Pelé, totalizzando 1 329 marcature in 1 200 partite (con una media gol di 1,1075 per partita). Tuttavia ricerche successive hanno mostrato come il numero 1 329 fosse in realtà un errore di battitura, calcolando dunque un totale di 1 239 gol in 1 329 partite. Tuttavia all'atto pratico risulta impossibile calcolare il numero esatto dei suoi gol, dato che di molte di quelle partite non esistono documenti ufficiali, e perciò la FIFA attribuisce a Pelé il record di maggior numero di gol segnati in carriera con 1 281 gol. Di Friedenreich si hanno i referti ufficiali di sole 572 partite, nelle quali si è riscontrato che il calciatore ha segnato 547 gol (con una media gol di 0,9563 per partita).
In suo onore, nel 2008, l'emittente televisiva Rede Globo ha istituito un premio chiamato Prêmio Arthur Friedenreich che ogni anno premia il calciatore che, durante la stagione calcistica brasiliana, ha ottenuto il maggior numero di segnature.

## Biografia
Friedenreich era mulatto, figlio di un commerciante emigrato dalla Germania, Oscar, e madre lavandaia afro-brasiliana, Matilde. Passò l'infanzia per strada e in tale periodo fu allevato prevalentemente dalla madre, mentre successivamente fu il padre a prendersene cura, iscrivendolo ai migliori collegi di San Paolo. A causa del razzismo allora assai diffuso nella società brasiliana, egemonizzata dagli uomini bianchi, Friedenreich sottolineava di aver cominciato a giocare a calcio nel Germania, club della comunità tedesca, per far credere di avere un'origine schiettamente europea, ed allo stesso tempo era solito lisciare con la brillantina i capelli, per loro natura crespi, sì da avvicinarsi ancor di più ad un aspetto caucasoide. Affermatosi quale calciatore di successo, condusse una vita da dandy: beveva infatti cognac, fumava sigari costosi e frequentava i cabaret.

## Caratteristiche tecniche
Abile e intelligente, fu un centravanti elegante e coraggioso, capace anche di effettuare precisi lanci e fu noto, soprattutto, per l'attitudine alla finalizzazione. Secondo quanto tramandato, non sbagliò mai un calcio di rigore.

## Carriera
Friedenreich giocò con numerose squadre di San Paolo, tra cui il Paulistano, prima compagine brasiliana a effettuare tournée in Europa (nel 1925), nonché l'embrione del São Paulo Futebol Clube. Nel 1933, col São Paulo da Floresta, realizzò il primo gol nell'èra professionistica del calcio brasiliano. Debuttò in nazionale nel 1914, con cui giocò 17 partite ufficiali e vinse il Campeonato Sudamericano de Football nel 1919 (dove fu anche capocannoniere), e nel 1922, pur non prendendo parte alla finale di quest'ultima edizione perché il presidente brasiliano Epitácio Pessoa, che peraltro finanziava la CBD, impose che i calciatori di colore non giocassero, sebbene ciò fu formalmente smentito. Friedenreich presenziò alla prima partita ufficiale della nazionale brasiliana, contro gli inglesi dell'Exeter City. Non marcò alcun gol, ma uscì dal campo con due denti fratturati.
Al pari dell'argentino-spagnolo Alfredo Di Stéfano, non ha mai disputato nessuna gara delle fasi finali del Campionato del Mondo; nel 1930 la federazione paulista e quella carioca erano in disaccordo, cosa che comportò l'esclusione dei giocatori paulisti.

## Statistiche

### Partite ufficiali

#### Presenze e reti nei club
| Stagione                     | Squadra                      | Campionato                   | Campionato | Campionato |
| Stagione                     | Squadra                      | Comp                         | Pres       | Reti       |
| ---------------------------- | ---------------------------- | ---------------------------- | ---------- | ---------- |
| 1910                         | Ypiranga-SP                  | CP                           | 1          | 0          |
| 1911                         | Germânia                     | CP                           | 19         | 4          |
| 1912                         | Mackenzie                    | CP                           | 30         | 15         |
| 1913                         | Ypiranga-SP                  | CP                           | 17         | 5          |
| 1914                         | Ypiranga-SP                  | CP                           | 20         | 12         |
| 1915                         | Ypiranga-SP                  | CP                           | 20         | 6          |
| 1916                         | Paulistano                   | CP                           | 1          | 0          |
| 1917                         | Ypiranga-SP                  | CP                           | 26         | 14         |
| Totale Ypiranga-SP           | Totale Ypiranga-SP           | Totale Ypiranga-SP           | 84         | 37         |
| 1918                         | Paulistano                   | CP                           | 33         | 20         |
| 1919                         | Paulistano                   | CP                           | 30         | 10         |
| 1920                         | Paulistano                   | CP                           | 26         | 26         |
| 1921                         | Paulistano                   | CP                           | 31         | 38         |
| 1922                         | Paulistano                   | CP                           | 34         | 54         |
| 1923                         | Paulistano                   | CP                           | 34         | 65         |
| 1924                         | Paulistano                   | CP                           | 26         | 28         |
| 1925                         | Paulistano                   | CP                           | 30         | 45         |
| 1926                         | Paulistano                   | CP                           | 33         | 31         |
| 1927                         | Paulistano                   | CP                           | 31         | 14         |
| 1928                         | Paulistano                   | CP                           | 30         | 20         |
| 1929                         | Paulistano                   | CP                           | 29         | 9          |
| Totale Paulistano            | Totale Paulistano            | Totale Paulistano            | 357        | 370        |
| 1930                         | São Paulo da Floresta        | CP                           | 24         | 25         |
| 1931                         | São Paulo da Floresta        | CP                           | 24         | 29         |
| 1932                         | São Paulo da Floresta        | CP                           | 29         | 21         |
| 1933                         | São Paulo da Floresta        | CP                           | 26         | 22         |
| 1934                         | São Paulo da Floresta        | CP                           | 33         | 25         |
| Totale São Paulo da Floresta | Totale São Paulo da Floresta | Totale São Paulo da Floresta | 127        | 111        |
| 1935                         | Santos                       | CP                           | 24         | 15         |
| Ott. 1935                    | Flamengo                     | CP                           | 6          | 5          |
| Totale carriera              | Totale carriera              | Totale carriera              | 569        | 557        |

#### Cronologia presenze e reti in nazionale
| Cronologia completa delle presenze e delle reti in nazionale ― Brasile | Cronologia completa delle presenze e delle reti in nazionale ― Brasile | Cronologia completa delle presenze e delle reti in nazionale ― Brasile | Cronologia completa delle presenze e delle reti in nazionale ― Brasile | Cronologia completa delle presenze e delle reti in nazionale ― Brasile | Cronologia completa delle presenze e delle reti in nazionale ― Brasile | Cronologia completa delle presenze e delle reti in nazionale ― Brasile | Cronologia completa delle presenze e delle reti in nazionale ― Brasile |
| Data                                                                   | Città                                                                  | In casa                                                                | Risultato                                                              | Ospiti                                                                 | Competizione                                                           | Reti                                                                   | Note                                                                   |
| ---------------------------------------------------------------------- | ---------------------------------------------------------------------- | ---------------------------------------------------------------------- | ---------------------------------------------------------------------- | ---------------------------------------------------------------------- | ---------------------------------------------------------------------- | ---------------------------------------------------------------------- | ---------------------------------------------------------------------- |
| 20-9-1914                                                              | Buenos Aires                                                           | Argentina                                                              | 3 – 0                                                                  | Brasile                                                                | Amichevole                                                             | -                                                                      |                                                                        |
| 27-9-1914                                                              | Buenos Aires                                                           | Brasile                                                                | 1 – 0                                                                  | Argentina                                                              | Copa Roca                                                              | -                                                                      |                                                                        |
| 8-7-1916                                                               | Buenos Aires                                                           | Cile                                                                   | 1 – 1                                                                  | Brasile                                                                | Campeonato Sudamericano de Football                                    | -                                                                      |                                                                        |
| 10-7-1916                                                              | Buenos Aires                                                           | Argentina                                                              | 1 – 1                                                                  | Brasile                                                                | Campeonato Sudamericano de Football                                    | -                                                                      |                                                                        |
| 12-7-1916                                                              | Buenos Aires                                                           | Uruguay                                                                | 2 – 1                                                                  | Brasile                                                                | Campeonato Sudamericano de Football                                    | 1                                                                      |                                                                        |
| 18-7-1916                                                              | Montevideo                                                             | Uruguay                                                                | 0 – 1                                                                  | Brasile                                                                | Amichevole                                                             | -                                                                      |                                                                        |
| 11-5-1919                                                              | Rio de Janeiro                                                         | Brasile                                                                | 6 – 0                                                                  | Cile                                                                   | Campeonato Sudamericano de Football                                    | 3                                                                      |                                                                        |
| 18-5-1919                                                              | Rio de Janeiro                                                         | Brasile                                                                | 3 – 1                                                                  | Argentina                                                              | Campeonato Sudamericano de Football                                    | -                                                                      |                                                                        |
| 25-5-1919                                                              | Rio de Janeiro                                                         | Brasile                                                                | 2 – 2                                                                  | Uruguay                                                                | Campeonato Sudamericano de Football                                    | -                                                                      |                                                                        |
| 29-5-1919                                                              | Rio de Janeiro                                                         | Brasile                                                                | 1 – 0                                                                  | Uruguay                                                                | Campeonato Sudamericano de Football                                    | 1                                                                      |                                                                        |
| 17-9-1922                                                              | Rio de Janeiro                                                         | Brasile                                                                | 1 – 1                                                                  | Cile                                                                   | Campeonato Sudamericano de Football                                    | -                                                                      |                                                                        |
| 1-10-1922                                                              | Rio de Janeiro                                                         | Brasile                                                                | 0 – 0                                                                  | Uruguay                                                                | Campeonato Sudamericano de Football                                    | -                                                                      |                                                                        |
| 06-12-1925                                                             | Buenos Aires                                                           | Brasile                                                                | 5 – 2                                                                  | Paraguay                                                               | Campeonato Sudamericano de Football                                    | 1                                                                      |                                                                        |
| 13-12-1925                                                             | Buenos Aires                                                           | Argentina                                                              | 4 – 1                                                                  | Brasile                                                                | Campeonato Sudamericano de Football                                    | -                                                                      |                                                                        |
| 17-12-1925                                                             | Buenos Aires                                                           | Brasile                                                                | 3 – 1                                                                  | Paraguay                                                               | Campeonato Sudamericano de Football                                    | -                                                                      |                                                                        |
| 25-12-1925                                                             | Buenos Aires                                                           | Argentina                                                              | 2 – 2                                                                  | Brasile                                                                | Campeonato Sudamericano de Football                                    | 1                                                                      |                                                                        |
| 1-8-1930                                                               | Rio de Janeiro                                                         | Brasile                                                                | 3 – 2                                                                  | Francia                                                                | Amichevole                                                             | 1                                                                      |                                                                        |
| Totale                                                                 |                                                                        | Presenze                                                               | 17                                                                     |                                                                        | Reti                                                                   | 8                                                                      |                                                                        |

### Partite non ufficiali

#### Presenze e reti nei club
| 1909                         | Germânia                     | 1   | 0   |
| 1910                         | Ypiranga-SP                  | 1   | 0   |
| 1911                         | Germânia                     | 4   | 2   |
| Totale Germânia              | Totale Germânia              | 5   | 2   |
| 1912                         | Mackenzie                    | 1   | 0   |
| 1913                         | Ypiranga-SP                  | 1   | 0   |
| 1913                         | Americano-SP                 | 5   | 0   |
| 1914                         | Paulistano                   | 2   | 0   |
| 1914                         | Atlas-SP                     | 1   | 1   |
| 1914                         | Ypiranga-SP                  | 4   | 8   |
| 1915                         | Ypiranga-SP                  | 2   | 1   |
| Totale Ypiranga-SP           | Totale Ypiranga-SP           | 8   | 9   |
| 1915                         | Paysandu                     | 3   | 0   |
| 1916                         | Paysandu                     | 6   | 4   |
| Totale Paysandu              | Totale Paysandu              | 9   | 4   |
| 1916                         | Paulistano                   | 1   | 0   |
| 1917                         | Flamengo                     | 1   | 0   |
| 1917                         | Paulistano                   | 6   | 1   |
| 1918                         | Paulistano                   | 2   | 5   |
| 1919                         | Paulistano                   | 5   | 8   |
| 1920                         | Tutu/Miranda                 | 1   | 1   |
| 1920                         | Paulistano                   | 5   | 11  |
| 1921                         | Paulistano                   | 1   | 0   |
| 1921                         | Bela Vista/Consolação        | 1   | 1   |
| 1922                         | Paulistano                   | 6   | 6   |
| 1923                         | Paulistano                   | 11  | 11  |
| 1923                         | Flamengo                     | 1   | 0   |
| 1924                         | Paulistano                   | 8   | 8   |
| 1925                         | Paulistano                   | 13  | 12  |
| 1926                         | Paulistano                   | 10  | 3   |
| 1927                         | Paulistano                   | 4   | 3   |
| 1928                         | Paulistano                   | 3   | 2   |
| 1928                         | Combinado Jacaré             | 2   | 0   |
| 1929                         | Paulistano                   | 5   | 2   |
| Totale Paulistano            | Totale Paulistano            | 82  | 72  |
| 1929                         | Internacional-SP             | 1   | 1   |
| 1929                         | Atlético Santista            | 1   | 1   |
| 1930                         | Santos                       | 1   | 0   |
| 1930                         | Mackenzie                    | 1   | 0   |
| Totale Mackenzie             | Totale Mackenzie             | 2   | 0   |
| 1930                         | São Paulo da Floresta        | 9   | 10  |
| 1931                         | São Paulo da Floresta        | 2   | 4   |
| 1932                         | São Paulo da Floresta        | 9   | 7   |
| 1933                         | São Paulo da Floresta        | 7   | 2   |
| 1933                         | Dois De Julho                | 1   | 1   |
| 1934                         | São Paulo da Floresta        | 14  | 8   |
| 1935                         | São Paulo da Floresta        | 6   | 3   |
| Totale São Paulo da Floresta | Totale São Paulo da Floresta | 47  | 34  |
| 1935                         | Santos                       | 5   | 1   |
| Totale Santos                | Totale Santos                | 6   | 1   |
| 1935                         | Flamengo                     | 4   | 0   |
| Totale Flamengo              | Totale Flamengo              | 6   | 0   |
| Totale carriera              | Totale carriera              | 178 | 128 |

#### Cronologia presenze e reti in Nazionale
| Cronologia completa delle presenze e delle reti in nazionale (partite non ufficiali) ― Brasile | Cronologia completa delle presenze e delle reti in nazionale (partite non ufficiali) ― Brasile | Cronologia completa delle presenze e delle reti in nazionale (partite non ufficiali) ― Brasile | Cronologia completa delle presenze e delle reti in nazionale (partite non ufficiali) ― Brasile | Cronologia completa delle presenze e delle reti in nazionale (partite non ufficiali) ― Brasile | Cronologia completa delle presenze e delle reti in nazionale (partite non ufficiali) ― Brasile | Cronologia completa delle presenze e delle reti in nazionale (partite non ufficiali) ― Brasile | Cronologia completa delle presenze e delle reti in nazionale (partite non ufficiali) ― Brasile |
| Data                                                                                           | Città                                                                                          | In casa                                                                                        | Risultato                                                                                      | Ospiti                                                                                         | Competizione                                                                                   | Reti                                                                                           | Note                                                                                           |
| ---------------------------------------------------------------------------------------------- | ---------------------------------------------------------------------------------------------- | ---------------------------------------------------------------------------------------------- | ---------------------------------------------------------------------------------------------- | ---------------------------------------------------------------------------------------------- | ---------------------------------------------------------------------------------------------- | ---------------------------------------------------------------------------------------------- | ---------------------------------------------------------------------------------------------- |
| 21-7-1914                                                                                      | Rio de Janeiro                                                                                 | Brasile                                                                                        | 2 – 0                                                                                          | Exeter City                                                                                    |                                                                                                | -                                                                                              |                                                                                                |
| 24-9-1914                                                                                      | Buenos Aires                                                                                   | Columbia FC                                                                                    | 3 – 1                                                                                          | Brasile                                                                                        |                                                                                                | 1                                                                                              |                                                                                                |
| 6-5-1917                                                                                       | Rio de Janeiro                                                                                 | Brasile                                                                                        | 1 – 1                                                                                          | Sp. Barracas                                                                                   |                                                                                                | 1                                                                                              |                                                                                                |
| 27-1-1918                                                                                      | Rio de Janeiro                                                                                 | Brasile                                                                                        | 0 – 1                                                                                          | Dublin                                                                                         |                                                                                                | -                                                                                              |                                                                                                |
| 11-11-1925                                                                                     | San Paolo                                                                                      | Brasile                                                                                        | 1 – 1                                                                                          | Corinthians                                                                                    |                                                                                                | -                                                                                              |                                                                                                |
| 24-2-1935                                                                                      | Rio de Janeiro                                                                                 | Brasile                                                                                        | 2 – 1                                                                                          | River Plate                                                                                    |                                                                                                | -                                                                                              |                                                                                                |
| Totale                                                                                         |                                                                                                | Presenze                                                                                       | 6                                                                                              |                                                                                                | Reti                                                                                           | 2                                                                                              |                                                                                                |

#### Cronologia presenze e reti nelle Selezioni
| Cronologia completa delle presenze e delle reti in nazionale (partite non ufficiali) ― Brasile | Cronologia completa delle presenze e delle reti in nazionale (partite non ufficiali) ― Brasile | Cronologia completa delle presenze e delle reti in nazionale (partite non ufficiali) ― Brasile | Cronologia completa delle presenze e delle reti in nazionale (partite non ufficiali) ― Brasile | Cronologia completa delle presenze e delle reti in nazionale (partite non ufficiali) ― Brasile | Cronologia completa delle presenze e delle reti in nazionale (partite non ufficiali) ― Brasile | Cronologia completa delle presenze e delle reti in nazionale (partite non ufficiali) ― Brasile | Cronologia completa delle presenze e delle reti in nazionale (partite non ufficiali) ― Brasile |
| Data                                                                                           | Città                                                                                          | In casa                                                                                        | Risultato                                                                                      | Ospiti                                                                                         | Competizione                                                                                   | Reti                                                                                           | Note                                                                                           |
| ---------------------------------------------------------------------------------------------- | ---------------------------------------------------------------------------------------------- | ---------------------------------------------------------------------------------------------- | ---------------------------------------------------------------------------------------------- | ---------------------------------------------------------------------------------------------- | ---------------------------------------------------------------------------------------------- | ---------------------------------------------------------------------------------------------- | ---------------------------------------------------------------------------------------------- |
| 7-7-1912                                                                                       |                                                                                                | Selezione brasiliana                                                                           | 7 – 0                                                                                          | Selezione paulista                                                                             |                                                                                                | 2                                                                                              |                                                                                                |
| ?                                                                                              |                                                                                                | Selezione brasiliana                                                                           | 3 – 6                                                                                          | Selezione argentina                                                                            |                                                                                                | 1                                                                                              |                                                                                                |
| ?                                                                                              |                                                                                                | Selezione brasiliana                                                                           | 1 – 2                                                                                          | Selezione di calciatori stranieri                                                              |                                                                                                | -                                                                                              |                                                                                                |
| 4-5-1913                                                                                       |                                                                                                | Selezione brasiliana                                                                           | 5 – 1                                                                                          | Selezione di calciatori stranieri                                                              |                                                                                                | 1                                                                                              |                                                                                                |
| 25-9-1913                                                                                      |                                                                                                | Selezione brasiliana                                                                           | 0 – 1                                                                                          | Cile                                                                                           |                                                                                                | -                                                                                              |                                                                                                |
| 14-7-1935                                                                                      |                                                                                                | Selezione brasiliana                                                                           | 1 – 0                                                                                          | Selezione uruguaiana                                                                           |                                                                                                | 1                                                                                              |                                                                                                |
| 18-7-1935                                                                                      |                                                                                                | Selezione brasiliana                                                                           | 1 – 3                                                                                          | Selezione uruguaiana                                                                           |                                                                                                | 1                                                                                              |                                                                                                |
| Totale                                                                                         |                                                                                                | Presenze                                                                                       | 7                                                                                              |                                                                                                | Reti                                                                                           | 6                                                                                              |                                                                                                |

| Cronologia completa delle presenze e delle reti in nazionale (partite non ufficiali) ― San Paolo | Cronologia completa delle presenze e delle reti in nazionale (partite non ufficiali) ― San Paolo | Cronologia completa delle presenze e delle reti in nazionale (partite non ufficiali) ― San Paolo | Cronologia completa delle presenze e delle reti in nazionale (partite non ufficiali) ― San Paolo | Cronologia completa delle presenze e delle reti in nazionale (partite non ufficiali) ― San Paolo | Cronologia completa delle presenze e delle reti in nazionale (partite non ufficiali) ― San Paolo | Cronologia completa delle presenze e delle reti in nazionale (partite non ufficiali) ― San Paolo | Cronologia completa delle presenze e delle reti in nazionale (partite non ufficiali) ― San Paolo |
| Data                                                                                             | Città                                                                                            | In casa                                                                                          | Risultato                                                                                        | Ospiti                                                                                           | Competizione                                                                                     | Reti                                                                                             | Note                                                                                             |
| ------------------------------------------------------------------------------------------------ | ------------------------------------------------------------------------------------------------ | ------------------------------------------------------------------------------------------------ | ------------------------------------------------------------------------------------------------ | ------------------------------------------------------------------------------------------------ | ------------------------------------------------------------------------------------------------ | ------------------------------------------------------------------------------------------------ | ------------------------------------------------------------------------------------------------ |
| 4-9-1912                                                                                         |                                                                                                  | Selezione paulista                                                                               | 4 – 3                                                                                            | Selezione argentina                                                                              |                                                                                                  | -                                                                                                |                                                                                                  |
| 27-9-1912                                                                                        |                                                                                                  | Selezione paulista                                                                               | 1 – 2                                                                                            | Selezione cilena                                                                                 |                                                                                                  | -                                                                                                |                                                                                                  |
| 27-9-1913                                                                                        |                                                                                                  | Selezione paulista                                                                               | 0 – 1                                                                                            | Cile                                                                                             |                                                                                                  | -                                                                                                |                                                                                                  |
| 25-12-1913                                                                                       |                                                                                                  | Selezione paulista                                                                               | 2 – 1                                                                                            | Penha                                                                                            |                                                                                                  | -                                                                                                |                                                                                                  |
| 24-6-1914                                                                                        |                                                                                                  | Selezione paulista                                                                               | 4 – 2                                                                                            | Selezione brasiliana                                                                             |                                                                                                  | 1                                                                                                |                                                                                                  |
| 28-6-1914                                                                                        |                                                                                                  | Selezione paulista                                                                               | 1 – 1                                                                                            | Selezione fluminense                                                                             |                                                                                                  | -                                                                                                |                                                                                                  |
| 16-7-1914                                                                                        |                                                                                                  | Selezione paulista                                                                               | 1 – 2                                                                                            | Contra-Scratch                                                                                   |                                                                                                  | 1                                                                                                |                                                                                                  |
| 13-8-1914                                                                                        |                                                                                                  | Selezione paulista                                                                               | 2 – 1                                                                                            | Pro Vercelli                                                                                     |                                                                                                  | 1                                                                                                |                                                                                                  |
| 30-8-1914                                                                                        |                                                                                                  | Selezione paulista                                                                               | 4 – 2                                                                                            | Selezione fluminense                                                                             |                                                                                                  | -                                                                                                |                                                                                                  |
| 20-9-1915                                                                                        |                                                                                                  | Selezione paulista                                                                               | ? – ?                                                                                            | Selezione di calcio di giovani calciatori                                                        |                                                                                                  | -                                                                                                |                                                                                                  |
| 7-11-1915                                                                                        |                                                                                                  | Selezione paulista                                                                               | 8 – 0                                                                                            | Selezione fluminense                                                                             |                                                                                                  | 2                                                                                                |                                                                                                  |
| 13-8-1916                                                                                        |                                                                                                  | Selezione paulista                                                                               | 5 – 0                                                                                            | Selezione fluminense                                                                             |                                                                                                  | 3                                                                                                |                                                                                                  |
| 24-9-1916                                                                                        |                                                                                                  | Selezione paulista                                                                               | 3 – 1                                                                                            | Selezione fluminense                                                                             |                                                                                                  | -                                                                                                |                                                                                                  |
| 14-1-1917                                                                                        |                                                                                                  | Selezione paulista                                                                               | 1 – 5                                                                                            | Dublin                                                                                           |                                                                                                  | 1                                                                                                |                                                                                                  |
| 25-6-1917                                                                                        |                                                                                                  | Selezione paulista                                                                               | 1 – 0                                                                                            | Selezione fluminense                                                                             |                                                                                                  | -                                                                                                |                                                                                                  |
| 15-11-1917                                                                                       |                                                                                                  | Selezione paulista                                                                               | 7 – 0                                                                                            | Palestra Itália                                                                                  |                                                                                                  | 2                                                                                                |                                                                                                  |
| 25-12-1917                                                                                       |                                                                                                  | Selezione paulista                                                                               | 9 – 1                                                                                            | Selezione fluminense                                                                             |                                                                                                  | 5                                                                                                |                                                                                                  |
| 3-2-1918                                                                                         |                                                                                                  | Selezione paulista                                                                               | 1 – 0                                                                                            | Dublin                                                                                           |                                                                                                  | -                                                                                                |                                                                                                  |
| ??-??-1918                                                                                       |                                                                                                  | Selezione paulista                                                                               | 4 – 2                                                                                            | Selezione fluminense                                                                             |                                                                                                  | 2                                                                                                |                                                                                                  |
| 9-7-1918                                                                                         |                                                                                                  | Selezione paulista                                                                               | 1 – 2                                                                                            | Selezione fluminense                                                                             |                                                                                                  | -                                                                                                |                                                                                                  |
| 4-8-1918                                                                                         |                                                                                                  | Selezione paulista                                                                               | 2 – 3                                                                                            | Selezione fluminense                                                                             |                                                                                                  | 1                                                                                                |                                                                                                  |
| 12-8-1918                                                                                        |                                                                                                  | Selezione paulista                                                                               | 5 – 0                                                                                            | Selezione fluminense                                                                             |                                                                                                  | 3                                                                                                |                                                                                                  |
| 1-9-1918                                                                                         |                                                                                                  | Selezione paulista                                                                               | 8 – 1                                                                                            | Selezione fluminense                                                                             |                                                                                                  | 3                                                                                                |                                                                                                  |
| 8-10-1918                                                                                        |                                                                                                  | Selezione paulista                                                                               | 7 – 3                                                                                            | Contra-Scratch                                                                                   |                                                                                                  | 4                                                                                                |                                                                                                  |
| 12-10-1918                                                                                       |                                                                                                  | Selezione paulista                                                                               | 5 – 0                                                                                            | Selezione fluminense                                                                             |                                                                                                  | 1                                                                                                |                                                                                                  |
| 15-6-1919                                                                                        |                                                                                                  | Selezione paulista                                                                               | 3 – 1                                                                                            | Selezione fluminense                                                                             |                                                                                                  | 2                                                                                                |                                                                                                  |
| 6-6-1920                                                                                         |                                                                                                  | Selezione paulista                                                                               | 7 – 1                                                                                            | Selezione fluminense                                                                             |                                                                                                  | 3                                                                                                |                                                                                                  |
| 18-7-1922                                                                                        |                                                                                                  | Selezione paulista                                                                               | 13 – 0                                                                                           | Selezione mineira                                                                                |                                                                                                  | 3                                                                                                |                                                                                                  |
| 2-8-1922                                                                                         |                                                                                                  | Selezione paulista                                                                               | 4 – 2                                                                                            | Selezione gaúcha                                                                                 |                                                                                                  | 2                                                                                                |                                                                                                  |
| 6-8-1922                                                                                         |                                                                                                  | Selezione paulista                                                                               | 3 – 0                                                                                            | Selezione baiana                                                                                 |                                                                                                  | 1                                                                                                |                                                                                                  |
| 13-8-1922                                                                                        |                                                                                                  | Selezione paulista                                                                               | 4 – 1                                                                                            | Selezione fluminense                                                                             |                                                                                                  | 2                                                                                                |                                                                                                  |
| 27-8-1922                                                                                        |                                                                                                  | Selezione paulista                                                                               | 2 – 1                                                                                            | Selezione fluminense                                                                             |                                                                                                  | 1                                                                                                |                                                                                                  |
| 23-8-1923                                                                                        |                                                                                                  | Selezione paulista                                                                               | 4 – 1                                                                                            | Selezione gaúcha                                                                                 |                                                                                                  | -                                                                                                |                                                                                                  |
| 7-9-1923                                                                                         |                                                                                                  | Selezione paulista                                                                               | 5 – 1                                                                                            | Selezione paranaense                                                                             |                                                                                                  | 2                                                                                                |                                                                                                  |
| 28-10-1923                                                                                       |                                                                                                  | Selezione paulista                                                                               | 4 – 0                                                                                            | Selezione fluminense                                                                             |                                                                                                  | -                                                                                                |                                                                                                  |
| 2-8-1925                                                                                         |                                                                                                  | Selezione paulista                                                                               | 4 – 0                                                                                            | Selezione gaúcha                                                                                 |                                                                                                  | 1                                                                                                |                                                                                                  |
| 30-8-1925                                                                                        |                                                                                                  | Selezione paulista                                                                               | 3 – 1                                                                                            | Selezione santista                                                                               |                                                                                                  | 2                                                                                                |                                                                                                  |
| 31-10-1926                                                                                       |                                                                                                  | Selezione paulista                                                                               | ? – ?                                                                                            | Selezione santista                                                                               |                                                                                                  | -                                                                                                |                                                                                                  |
| 14-11-1926                                                                                       |                                                                                                  | Selezione paulista                                                                               | 1 – 2                                                                                            | Argentina                                                                                        |                                                                                                  | 1                                                                                                |                                                                                                  |
| 28-11-1926                                                                                       |                                                                                                  | Selezione paulista                                                                               | 2 – 5                                                                                            | Argentina                                                                                        |                                                                                                  | -                                                                                                |                                                                                                  |
| 15-1-1928                                                                                        |                                                                                                  | Selezione paulista                                                                               | 0 – 5                                                                                            | Selezione fluminense                                                                             |                                                                                                  | -                                                                                                |                                                                                                  |
| 25-3-1928                                                                                        |                                                                                                  | Selezione paulista                                                                               | 9 – 1                                                                                            | Selezione fluminense                                                                             |                                                                                                  | 4                                                                                                |                                                                                                  |
| 20-1-1929                                                                                        |                                                                                                  | Selezione paulista                                                                               | 6 – 2                                                                                            | Selezione fluminense                                                                             |                                                                                                  | 1                                                                                                |                                                                                                  |
| 3-2-1929                                                                                         |                                                                                                  | Selezione paulista                                                                               | 5 – 1                                                                                            | Selezione santista                                                                               |                                                                                                  | -                                                                                                |                                                                                                  |
| 3-3-1929                                                                                         |                                                                                                  | Selezione paulista                                                                               | 2 – 3                                                                                            | Selezione fluminense                                                                             |                                                                                                  | -                                                                                                |                                                                                                  |
| 3-5-1929                                                                                         |                                                                                                  | Selezione paulista                                                                               | 4 – 1                                                                                            | Selezione fluminense                                                                             |                                                                                                  | 3                                                                                                |                                                                                                  |
| 23-6-1929                                                                                        |                                                                                                  | Selezione paulista                                                                               | 3 – 4                                                                                            | Selezione fluminense                                                                             |                                                                                                  | 1                                                                                                |                                                                                                  |
| 6-10-1929                                                                                        |                                                                                                  | Selezione paulista                                                                               | 0 – 1                                                                                            | Selezione santista                                                                               |                                                                                                  | -                                                                                                |                                                                                                  |
| 13-10-1929                                                                                       |                                                                                                  | Selezione paulista                                                                               | 5 – 3                                                                                            | Selezione fluminense                                                                             |                                                                                                  | 1                                                                                                |                                                                                                  |
| 26-3-1930                                                                                        |                                                                                                  | Selezione paulista                                                                               | 4 – 2                                                                                            | Internacional-SP                                                                                 |                                                                                                  | 1                                                                                                |                                                                                                  |
| 28-3-1930                                                                                        |                                                                                                  | Selezione paulista                                                                               | 8 – 1                                                                                            | Selezione di Buenos Aires                                                                        |                                                                                                  | 1                                                                                                |                                                                                                  |
| 19-6-1930                                                                                        |                                                                                                  | Selezione paulista                                                                               | 3 – 1                                                                                            | New York Hakoah                                                                                  |                                                                                                  | 1                                                                                                |                                                                                                  |
| 19-4-1931                                                                                        |                                                                                                  | Selezione paulista                                                                               | 1 – 3                                                                                            | Bella Vista                                                                                      |                                                                                                  | -                                                                                                |                                                                                                  |
| 16-7-1931                                                                                        |                                                                                                  | Selezione paulista                                                                               | 3 – 2                                                                                            | Internacional-SP                                                                                 |                                                                                                  | 1                                                                                                |                                                                                                  |
| 19-7-1931                                                                                        |                                                                                                  | Selezione paulista                                                                               | 6 – 4                                                                                            | Selezione paranaense                                                                             |                                                                                                  | -                                                                                                |                                                                                                  |
| 6-8-1931                                                                                         |                                                                                                  | Selezione paulista                                                                               | 9 – 2                                                                                            | Selezione santista                                                                               |                                                                                                  | 4                                                                                                |                                                                                                  |
| 9-8-1931                                                                                         |                                                                                                  | Selezione paulista                                                                               | 1 – 0                                                                                            | Selezione gaúcha                                                                                 |                                                                                                  | -                                                                                                |                                                                                                  |
| 16-8-1931                                                                                        |                                                                                                  | Selezione paulista                                                                               | 11 – 3                                                                                           | Selezione pernambucana                                                                           |                                                                                                  | 2                                                                                                |                                                                                                  |
| 17-7-1931                                                                                        |                                                                                                  | Selezione paulista                                                                               | 1 – 3                                                                                            | Selezione fluminense                                                                             |                                                                                                  | -                                                                                                |                                                                                                  |
| 24-7-1931                                                                                        |                                                                                                  | Selezione paulista                                                                               | 3 – 0                                                                                            | Selezione fluminense                                                                             |                                                                                                  | 2                                                                                                |                                                                                                  |
| 31-7-1931                                                                                        |                                                                                                  | Selezione paulista                                                                               | 0 – 3                                                                                            | Selezione fluminense                                                                             |                                                                                                  | -                                                                                                |                                                                                                  |
| 31-3-1935                                                                                        |                                                                                                  | Selezione paulista                                                                               | 3 – 1                                                                                            | Selezione gaúcha                                                                                 |                                                                                                  | -                                                                                                |                                                                                                  |
| 14-4-1935                                                                                        |                                                                                                  | Selezione paulista                                                                               | 3 – 2                                                                                            | Selezione fluminense                                                                             |                                                                                                  | -                                                                                                |                                                                                                  |
| Totale                                                                                           |                                                                                                  | Presenze                                                                                         | 63                                                                                               |                                                                                                  | Reti                                                                                             | 72                                                                                               |                                                                                                  |

| Cronologia completa delle presenze e delle reti in nazionale (partite non ufficiali) ― Brasile bianchi | Cronologia completa delle presenze e delle reti in nazionale (partite non ufficiali) ― Brasile bianchi | Cronologia completa delle presenze e delle reti in nazionale (partite non ufficiali) ― Brasile bianchi | Cronologia completa delle presenze e delle reti in nazionale (partite non ufficiali) ― Brasile bianchi | Cronologia completa delle presenze e delle reti in nazionale (partite non ufficiali) ― Brasile bianchi | Cronologia completa delle presenze e delle reti in nazionale (partite non ufficiali) ― Brasile bianchi | Cronologia completa delle presenze e delle reti in nazionale (partite non ufficiali) ― Brasile bianchi | Cronologia completa delle presenze e delle reti in nazionale (partite non ufficiali) ― Brasile bianchi |
| Data                                                                                                   | Città                                                                                                  | In casa                                                                                                | Risultato                                                                                              | Ospiti                                                                                                 | Competizione                                                                                           | Reti                                                                                                   | Note                                                                                                   |
| --- | --- | --- | --- | --- | --- | --- | --- |
| 13-5-1927                                                                                              | | Selezione di calciatori bianchi                                                                        | 2 – 3                                                                                                  | Selezione di calciatori neri                                                                           | | 1 | |
| 14-8-1927                                                                                              | | Selezione di calciatori bianchi                                                                        | 4 – 2                                                                                                  | Selezione di calciatori neri                                                                           | | 1 | |
| 13-5-1928                                                                                              | | Selezione di calciatori bianchi                                                                        | 2 – 4                                                                                                  | Selezione di calciatori neri                                                                           | | - | |
| Totale                                                                                                 | | Presenze                                                                                               | 3 | | Reti                                                                                                   | 2 | |

## Palmarès

### Club
- Campionato paulista: 8

Paulistano: 1916, 1918, 1919, 1921, 1926, 1927, 1929
São Paulo da Floresta: 1931

### Nazionale
- Campeonato Sudamericano de Football: 2

Brasile 1919, Brasile 1922

### Individuale
- Capocannoniere del Campionato Paulista: 8

1912 (15 gol), 1914 (12 gol), 1917 (14 gol), 1918 (20 gol), 1919 (20 gol), 1921 (35 gol), 1927 (14 gol), 1929 (19 gol)
- Capocannoniere del Campeonato Sudamericano de Football: 1

Brasile 1919 (4 gol)